# Gary A. Heidt
Gary Allen Heidt (* 20. Mai 1942 in South Bend, Indiana; † 9. September 2021 in Roland, Arkansas) war ein US-amerikanischer Biologe, Mammaloge und Ökologe.

## Leben
Heidt war der Sohn von Vernice und Doris Heidt. 1964 erwarb er den Bachelor of Science am Manchester College in North Manchester, Indiana. Anschließend wechselte er an die Michigan State University, wo er 1968 zum Master of Science graduierte und 1969 mit der Dissertation Ontogeny of the least weasel (Mustela nivalis L.) zum Ph.D. promoviert wurde. Von 1969 bis 1970 war er Assistant Professor für Biowissenschaften an der Michigan State University. Von 1970 bis 1979 war er zunächst Assistant Professor und dann außerordentlicher Professor an der Basic Animal Service Unit der University of Arkansas at Little Rock (UALR). Von 1974 bis 1975 war er Vorstandsvorsitzender am Little Rock Museum of Science and History. Von 1979 bis 1999 war er Professor für Biologie sowie Direktor der Basic Animal Service Unit an der UALR. 1980 wurde er Lehrbeauftragter an der Graduiertenfakultät der Memphis State University und 1999 ordentlicher Professor an der Abteilung für Biologie der UALR. 
Heidt befasste sich mit den ökologischen und verhaltensbezogenen Interaktionen von Säugetieren, vor allem bei Fleischfressern und Nagetieren, mit der Tollwut, mit der Verwaltung von Ökosystemen sowie mit der Ökologie der Roten Fledermaus. Im Jahr 2000 gehörte er zum Erstbeschreiberteam der Unterart Geomys bursarius ozarkensis der Flachland-Taschenratte.
Heidt war Mitglied der American Society of Mammalogists und der Southwestern Association of Naturalists, von denen er 1992 mit dem Robert L Packard Outstanding Education Award ausgezeichnet wurde.
1989 veröffentlichte er mit John A Sealander das Buch Arkansas mammals: their natural history, classification, and distribution. 1990 erschien das Lehrbuch Laboratory studies in zoology, das in Zusammenarbeit mit James F Payne und Michael L Kennedy entstand.
1997 heiratete er Suzanne Belcher. Aus dieser Ehe gingen ein Sohn und zwei Töchter hervor.